# Christian Ulrich von Ketelhodt

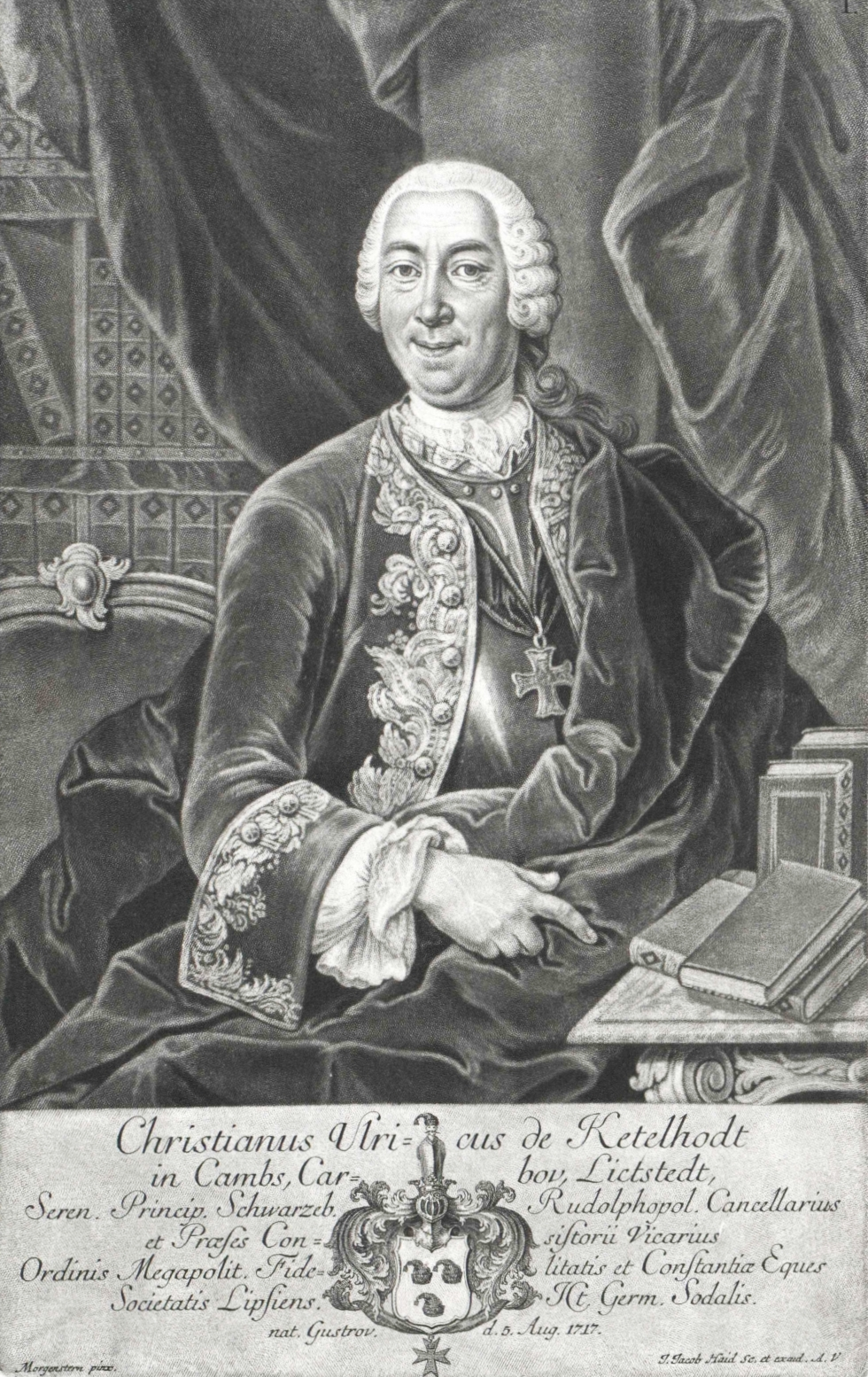
Christian Ulrich von Ketelhodt, Stich von Johann Jacob Haid

Christian Ulrich von Ketelhodt (* 5. August 1701 in Güstrow; † 8. Juni 1777 in Rudolstadt) war ein Jurist und Kanzler im Fürstentum Schwarzburg-Rudolstadt.
Christian Ulrich entstammte der alten Familie der Ketelhodts. Er war ein Sohn des Güstrower Hofmarschalls Gustav Joachim von Ketelhodt (1654–1732), studierte ab 1721 in Rostock Jura, war 1725 Hofjunker in Barby und wurde ein Jahr später Assessor der Regierung in Rudolstadt. 1729 wurde er zum Hofrat und 1743 zum Konsistorialrat ernannt. Ab 1750 war er Hochfürstlich Schwarzburg-Rudolstädtischer Geheimrat, Kanzler und Konsistorialpräsident.
Ketelhodt war seit 1768 Ehrenmitglied der Bayerischen Akademie der Wissenschaften.
Sein Sohn Karl Gerd (1738–1814) wurde ebenfalls Kanzler. Der jüngere Sohn Johann Friedrich (1744–1809) wurde Hofmarschall; dessen Sohn Carl August Louis (1789–1849) war wiederum Kanzler von 1846 bis zur Märzrevolution 1848.